# Jamki (Silezië)
Jamki is een plaats in het Poolse district  Częstochowski, woiwodschap Silezië. De plaats maakt deel uit van de gemeente Konopiska en telt 640 inwoners.